# Karl Meixner
Karl Meixner (1903–1976) foi um ator austríaco.

## Filmografia selecionada
- Hitlerjunge Quex (1933)
- Flüchtlinge (1933)
- O Testamento do Dr. Mabuse (1933)
- Der junge Baron Neuhaus (1934)
- Weiße Sklaven (1937)
- Andere Welt (1937)
- Nanu, Sie kennen Korff noch nicht? (1938)
- Der Gouverneur (1939)
- Bismarck (1940)
- Geheimakte W.B.1 (1942)
- Die Sache mit Styx (1942)
- Titanic (1943)